# Исмаилов, Данияр
Данияр Исмаилов (туркм. Daniýar Ismailow; 3 февраля 1992, Чарджоу, Туркменистан) — турецкий и туркменский тяжелоатлет, серебряный призёр Олимпийских Игр в Рио-де-Жанейро 2016 г., бронзовый призёр чемпионата мира, трёхкратный чемпион Европы.

## Биография
Воспитанник туркменабатской школы тяжелой атлетики. Тренировался в Национальном центре тяжелой атлетики Туркменистана.
В 2009 году, в возрасте 17 лет, завоевал две бронзовые медали — в толчке и сумме двоеборья на юниорском чемпионате Азии в Ташкенте. В 2010 году на этих же соревнованиях вновь выиграл две бронзы — в рывке и сумме. В 2011 году на юниорском чемпионате мира в Малайзии Исмаилов выиграл серебряную медаль в рывке и бронзовую — в сумме двоеборья, в мае 2012 года на юниорском мировом первенстве в Венесуэле выиграл ещё одну бронзу в рывке. Участвовал в Олимпийских играх 2012 в Лондоне.
После принятия турецкого гражданства стал чемпионом Европы 2015 года в весовой категории до 69 кг.
На чемпионате Европы в Батуми, в 2019 году, турецкий спортсмен сумел завоевать малую золотую медаль в упражнение рывок (147 кг). Однако, во втором упражнение он завалил все три подхода.
В сентябре 2019 года на чемпионате мира в Паттайе, турецкий спортсмен, в весовой категории до 67 кг, завоевал малую серебряную медаль в рывке штанги (150 кг). В итоговом протоколе по сумме двух упражнений он стал седьмым.
В апреле 2021 года на чемпионате Европы в Москве, в весовой категории до 73 кг, Данияр в третий раз стал чемпионом Европы с результатом 341 килограмм. В упражнении «рывок» завоевал малую золотую медаль с весом на штанге 160 килограммов, установив новый рекорд Европы.